# Championnat d'URSS de basket-ball
Le championnat d’URSS de basket-ball s’est disputé de 1923 à 1992, soit durant l’existence de l’URSS.

## Historique
Entre 1923 et 1992 le championnat a connu 3 interruptions, la première entre 1925 et 1927, la deuxième entre 1929 et 1933 et la dernière entre 1941 et 1943.

## Palmarès

### Masculin
- 1924 : Moscou-Russie[1] (1)
- 1928 : Moscou-Russie[1] (2)
- 1934 : Leningrad[1] (1)
- 1935 : Moscou-Russie[1] (3)
- 1936 : Leningrad[1] (2)
- 1937 : Dynamo Moscou (1)
- 1938 : Burevestnik Leningrad (1)
- 1939 : Lokomotiv Moscou (1)
- 1940 : Burevestnik Leningrad (1)
- 1944 : DKA Tbilissi (1)
- 1945 : CDKA Moscou (1)
- 1946 : Dom Officerov Tbilisi (2)
- 1947 : SKIF Kaunas (1)
- 1948 : Dynamo Moscou (2)
- 1949 : USK Tartu (1)
- 1950 : Dinamo Tbilissi (1)
- 1951 : Žalgiris Kaunas (1)
- 1952 : VVS MVO Moscou (1)
- 1953 : Dinamo Tbilissi (2)
- 1954 : Dinamo Tbilissi (3)
- 1955 : ODO Riga (1)
- 1956 : Moscou-Lettonie[1] (1)
- 1957 : OSK Riga (2)
- 1958 : SKVO Riga (3)
- 1959 : Moscou-Russie[1] (4)
- 1960 : CSKA Moscou (2)
- 1961 : CSKA Moscou (3)
- 1962 : CSKA Moscou (4)
- 1963 : Moscou-Russie[1] (5)
- 1964 : CSKA Moscou (5)
- 1965 : CSKA Moscou (6)
- 1966 : CSKA Moscou (7)
- 1967 : Ukraine[1] (1)
- 1968 : Dinamo Tbilissi (4)
- 1970 : CSKA Moscou (8)
- 1971 : CSKA Moscou (9)
- 1972 : CSKA Moscou (10)
- 1973 : CSKA Moscou (11)
- 1974 : CSKA Moscou (12)
- 1975 : Spartak Leningrad (1)
- 1976 : CSKA Moscou (13)
- 1977 : CSKA Moscou (14)
- 1978 : CSKA Moscou (15)
- 1979 : CSKA Moscou (16)
- 1980 : CSKA Moscou (17)
- 1981 : CSKA Moscou (18)
- 1982 : CSKA Moscou (19)
- 1983 : CSKA Moscou (20)
- 1984 : CSKA Moscou (21)
- 1985 : Žalgiris Kaunas (2)
- 1986 : Žalgiris Kaunas (3)
- 1987 : Žalgiris Kaunas (4)
- 1988 : CSKA Moscou (22)
- 1989 : Budivelnyk Kiev (1)
- 1990 : CSKA Moscou (23)
- 1991 : Kalev Tallinn (1)
- 1992 : Spartak Saint-Pétersbourg[2] (2)

### Féminin
- 1923 : Petrograd[1]
- 1924 : Moscou[1]
- 1928 : Lenningrad[1]
- 1934 : Moscou[1]
- 1935 : Lenningrad-Russie[1]
- 1936 : Moscou[1]
- 1937 : Dynamo Moscou
- 1938 : Dynamo Moscou
- 1939 : Dynamo Moscou
- 1940 : Dynamo Moscou
- 1944 : Dynamo Moscou
- 1945 : Dynamo Moscou
- 1946 : MAI Moscou
- 1947 : MAI Moscou
- 1948 : Dynamo Moscou
- 1949 : Dynamo Kiev
- 1950 : Dynamo Moscou
- 1951 : MAI Moscou
- 1952 : Stroitel Moscou
- 1953 : Dynamo Moscou
- 1954 : MAI Moscou
- 1955 : MAI Moscou
- 1956 : Moscou[1]
- 1957 : Dynamo Moscou
- 1958 : Dynamo Moscou
- 1959 : Moscou[1]
- 1960 : Daugava Riga
- 1961 : Daugava Riga
- 1962 : Daugava Riga
- 1963 : Lettonie[1]
- 1964 : Daugava Riga
- 1965 : Daugava Riga
- 1966 : Daugava Riga
- 1967 : Lettonie[1]
- 1968 : Daugava Riga
- 1969 : Daugava Riga
- 1970 : Daugava Riga
- 1971 : Daugava Riga
- 1972 : Daugava Riga
- 1973 : Daugava Riga
- 1974 : Spartak Leningrad
- 1975 : Daugava Riga
- 1976 : Daugava Riga
- 1977 : Daugava Riga
- 1978 : Spartak Moscou
- 1979 : Daugava Riga
- 1980 : Daugava Riga
- 1981 : Daugava Riga
- 1982 : Daugava Riga
- 1983 : Daugava Riga
- 1984 : Daugava Riga
- 1985 : CSKA Moscou
- 1986 : Dynamo Novossibirsk
- 1987 : Dynamo Novossibirsk
- 1988 : Dynamo Novossibirsk
- 1989 : CSKA Moscou
- 1990 : Elektrosila Leningrad
- 1991 : Dynamo Kiev
- 1992 : Dynamo Kiev[2]